# Patrimonialgericht Hof Kreiswald
Das Patrimonialgericht Hof Kreiswald war ein Patrimonialgericht der Ulner von Dieburg. Seine örtliche Zuständigkeit umfasste ausschließlich den Bezirk des Gutshofs.

## Geografische Lage
Hof Kreiswald gehört heute zu Albersbach, einem Ortsteil von Rimbach im Odenwald.

## Recht
Im Hof Kreiswald galt das Pfälzische Landrecht als Partikularrecht. Darüber hinaus galt das Gemeine Recht, soweit das Pfälzische Landrecht für einen Sachverhalt spezielle Regelungen nicht enthielt. Dieses Sonderrecht behielt seine Geltung auch im gesamten 19. Jahrhundert während der Zugehörigkeit des Gebietes zum Großherzogtum Hessen und wurde erst zum 1. Januar 1900 von dem einheitlich im ganzen Deutschen Reich geltenden Bürgerlichen Gesetzbuch abgelöst.

## Geschichte
1806 fiel der Hof durch die Rheinbundakte an das Großherzogtum Hessen, das ihn seiner Provinz Starkenburg eingliederte. Die Patrimonialgerichtsbarkeit der Ulner von Dieburg bestand aber zunächst fort.
1821 kam es zu einer Justiz- und Verwaltungsreform im Großherzogtum, mit der auch die Trennung der Rechtsprechung von der Verwaltung auf unterer Ebene umgesetzt wurde. Die Ämter wurden aufgelöst, ihre Aufgaben hinsichtlich der Verwaltung neu gebildeten Landratsbezirken, die erstinstanzliche Rechtsprechung Landgerichten übertragen. Dem Großherzogtum gelang es im Zug dieser Reform, sich 1821 oder kurz zuvor mit den Ulner von Dieburg zu einigen und den Hof Kreiswald in die staatlichen Strukturen zu integrieren. Der Hof Kreiswald wurde hinsichtlich der Verwaltung dem Landratsbezirk Lindenfels und hinsichtlich der Rechtsprechung dem Landgericht Fürth zugeordnet.